# Gabiley (district)
Het district Gabiley (ook: Gebilay, Gebiley, Gebile, Gebileh, Gebilex, Gibeli, Jibile) is een van de drie districten van de regio (gobolka) Woqooyi Galbeed in Somaliland, de jure Somalië. 
De hoofdstad van dit district is Gabiley.
De overige twee districten van Woqooyi Galbeed zijn: Hargeisa en Berbera.
Gabiley is een vruchtbaar district en is de 'graanschuur' van West-Somaliland, bekend als Dhul-beereed. Met de ingebruikname van nieuwe landbouwmethoden en -technieken stijgt de productie jaarlijks, maar blijft nog altijd achter bij de lokale vraag. Om aan die vraag te kunnen voldoen, zijn grotere investeringen nodig. Er worden onder meer maïs (een variëteit die bekendstaat als Elmi Jama), tarwe, gerst, bonen, erwten, aardnoten, aardappels, tomaten, uien, knoflook, sla, kool, sinaasappels, papaya's en watermeloenen verbouwd. Naar schatting zijn er meer dan 1500 geïrrigeerde landbouwbedrijven. Het grootste deel van het areaal is in gebruik voor 'droge' landbouw. De productiviteit leidt ertoe dat Gabiley na de haven van Berbera de hoogste belastingafdrachten doet aan de Somalilandse regering. Het district Gabiley is relatief dichtbevolkt, met name het zuiden.